# Asher Fisch
Asher Fisch   (Jerusalem, 19 de maig de 1958) és un director i pianista israelià.
Fisch va començar la seva carrera com a ajudant de Daniel Barenboim i com a director associat de l'Òpera Estatal de Berlín. Va debutar als Estats Units el 1995, dirigint Der fliegende Holländer a l'Òpera de Los Angeles. Va ser director titular de la Vienna Volksoper del 1995 al 2000. Va exercir de director musical de l'Òpera d'Israel entre el 1998 i el 2008. L'Opera de Seattle el va nomenar principal director convidat l'octubre del 2007.
El primer convidat de Fisch va dirigir l'Orquestra Simfònica d'Austràlia Occidental (WASO) el 1999. El maig de 2012, WASO va anunciar el nomenament de Fisch com a següent director principal, a partir de l'1 de gener de 2014, amb un contracte inicial de 3 anys. El setembre de 2015, la WASO va anunciar la pròrroga del contracte de Fisch fins a finals de 2019. Amb el WASO, Fisch va enregistrar les simfonies de Brahms.

## Discografia seleccionada
- Wagner - Der Ring Des Nibelungen
- State Opera of South Australia: Melba Recordings - Das Rheingold (MR301089-90), Die Walküre (MR301091-94), Siegfried (MR301095-98), Götterdämmerung Seattle Opera: Avie AV2313
- Gordon Getty - The Little Match Girl. Nikolai Schukoff, Lester Lynch, Melody Moore, Asher Fisch, Ulf Schirmer, Münchner Rundfunkorchester, Chor des Bayerischen Rundfunks. PENTATONE PTC 5186480 (2015)